# Томас Бо Ларсен
Томас Бо Ларсен (дан. Thomas Bo Larsen народився 27 листопада 1963) — данський актор, народився в Ґладсаксі, Данія.
З 2001 року він був одружений з Патрісією Шуманн, і зараз мешкає в Копенгагені.
Був номінований на «Премію Боділ» в 1995 році за найкращу чоловічу роль другого плану в «Sidste time», а пізніше виграв дві нагороди «Robert Award», першу в 1996 році за найкращу чоловічу роль у «De største helte», і другу в 1998 році за найкращу чоловічу роль другого плану у фільмі «Свято» Томаса Вінтерберга.
З 1984 року Томас Бо Ларсен знявся в понад 54 фільмах. Зокрема — Ще по одній (2020).